# Eurocash
Eurocash S.A. er en polsk dagligvarekoncern, der driver flere dagligvarekæder her i blandt: Eurocash Cash&Carry, Eurocash Serwis, ABC, 1 minute, Delikatesy Centrum, Groszek, Lewiatan og Mila. Virksomheden blev etableret i 1993 og har hovedkvarter i Komorniki.